# August Willem van Brunswijk-Bevern
August Willem van Brunswijk-Bevern (Brunswijk, 10 oktober 1715 – Stettin, 2 augustus 1781) was van 1746 tot aan zijn dood hertog van Brunswijk-Bevern. Hij behoorde tot het Nieuwere Huis Brunswijk.

## Levensloop
August Willem was de oudste zoon van hertog Ernst Ferdinand van Brunswijk-Bevern uit diens huwelijk met Eleonora Charlotte, dochter van Frederik Casimir Kettler, hertog van Koerland. Na het overlijden van zijn vader in 1746 werd hij hertog van Brunswijk-Bevern.
In 1731 trad hij als kapitein toe tot het Pruisische leger. Onder koning Frederik Willem I nam Ernst Ferdinand in 1734 deel aan de Rijn-veldtocht van de Poolse Successieoorlog. In mei 1735 werd hij bevorderd tot officier-luitenant en in 1739 kreeg hij de rang van officier. In juli 1741 kreeg August Willem een eigen infanterieregiment toegewezen.
Onder koning Frederik II vocht hij mee in de Eerste Silezische Oorlog. Hij nam deel aan de belegeringen van Brieg en Neisse en raakte gewond in de Slag bij Mollwitz. In 1742 werd hij gepromoveerd tot generaal-majoor. Tijdens de Tweede Silezische Oorlog vocht August Willem mee in de Slag bij Hohenfriedberg, waarbij hij een brigade aanvoerde. In 1746 werd hij aangesteld tot commandant van Stettin en een jaar later werd hij gouverneur. Op 17 mei 1750 volgde dan zijn promotie tot luitenant-generaal en werd hij onderscheiden met de Orde van de Zwarte Adelaar.
Bij het begin van de Zevenjarige Oorlog leidde August Willem een uit Pommerse regimenten bestaande colonne naar Saksen en Bohemen. In oktober 1756 nam hij deel aan de Slag bij Lobositz, waarbij hij de linkerflank aanvoerde. Op 21 april 1757 versloeg hij de Oostenrijkse troepen in de Slag bij Reichenberg. Vervolgens verenigde hij zijn troepen met die van de succesvolle maarschalk Kurt Christoph von Schwerin en voerde hij de rechterflank aan in de voor Pruisen zegerijke Slag bij Praag. Daarna werd hij met een leger van 20.000 man naar de Oostenrijkse maarschalk Leopold Joseph von Daun gestuurd, maar hij durfde deze niet aan te vallen, waarop Frederik II het zelf deed en op 18 juni 1757 de Slag bij Kolin verloor.
Eind augustus 1757 kreeg August Willem het opperbevel over de Pruisische troepen in Silezië toegewezen. Hij werd echter zowel in de Slag bij Moys op 7 september als in de Slag bij Breslau op 22 november verslagen door het superieure keizerlijke leger aangevoerd door hertog Karel van Lotharingen. De ochtend na de Slag bij Breslau werd August Willem tijdens een verkenningstocht gevangengenomen. Nadat hij in mei 1758 werd vrijgelaten, trok hij naar de vesting van Stettin, die hij succesvol verdedigde tegen de Russen en de Zweden tot aan de wapenstilstand van 1762. In februari 1759 werd August Willem tevens bevorderd tot generaal van de infanterie. In 1762 sloot hij in Stargard een wapenstilstand met de Russen, waarna hij in augustus 1762 de Oostenrijkers versloeg in de Slag bij Reichenbach.
Na de Vrede van Hubertusburg, die in 1763 een einde maakte aan de Zevenjarige Oorlog, trok August Willem zich terug in zijn vesting in Stettin, waar hij in augustus 1781 op 65-jarige leeftijd overleed. Aangezien hij ongehuwd en kinderloos was gebleven, volgde zijn jongere broer Frederik Karel Ferdinand hem op als hertog van Brunswijk-Bevern.

## Voorouders
| Voorouders van August Willem van Brunswijk-Bevern | Voorouders van August Willem van Brunswijk-Bevern                                                    | Voorouders van August Willem van Brunswijk-Bevern                                                    | Voorouders van August Willem van Brunswijk-Bevern                                                 | Voorouders van August Willem van Brunswijk-Bevern                                                 | Voorouders van August Willem van Brunswijk-Bevern                                         | Voorouders van August Willem van Brunswijk-Bevern                                         | Voorouders van August Willem van Brunswijk-Bevern                                                     | Voorouders van August Willem van Brunswijk-Bevern                                                     |
| ------------------------------------------------- | --- | --- | ------------------------------------------------------------------------------------------------- | ------------------------------------------------------------------------------------------------- | ----------------------------------------------------------------------------------------- | ----------------------------------------------------------------------------------------- | --- | --- |
| Overgrootouders                                   | August van Brunswijk-Wolfenbüttel (1579–1666) ∞ Sophia Elisabeth van Mecklenburg-Güstrow (1613-1676) | August van Brunswijk-Wolfenbüttel (1579–1666) ∞ Sophia Elisabeth van Mecklenburg-Güstrow (1613-1676) | Frederik van Hessen-Eschwege (1617-1655) ∞ Eleonora Catharinavan Palts-Kleeburg (1626-1692)       | Frederik van Hessen-Eschwege (1617-1655) ∞ Eleonora Catharinavan Palts-Kleeburg (1626-1692)       | Jacob Kettler (1610-1682) ∞ Louise Charlotte van Brandenburg (1617-1676)                  | Jacob Kettler (1610-1682) ∞ Louise Charlotte van Brandenburg (1617-1676)                  | Hendrik van Nassau-Siegen (1611-1652) ∞ Maria Magdalena van Limburg-Stirum en Bronckhorst (1632-1707) | Hendrik van Nassau-Siegen (1611-1652) ∞ Maria Magdalena van Limburg-Stirum en Bronckhorst (1632-1707) |
| Grootouders                                       | Ferdinand Albrecht I van Brunswijk-Bevern (1636-1687) ∞ Christina van Hessen-Eschwege (1649-1702)    | Ferdinand Albrecht I van Brunswijk-Bevern (1636-1687) ∞ Christina van Hessen-Eschwege (1649-1702)    | Ferdinand Albrecht I van Brunswijk-Bevern (1636-1687) ∞ Christina van Hessen-Eschwege (1649-1702) | Ferdinand Albrecht I van Brunswijk-Bevern (1636-1687) ∞ Christina van Hessen-Eschwege (1649-1702) | Frederik Casimir Kettler (1650-1698) ∞ Sophia Amalia van Nassau-Siegen (1650-1688)        | Frederik Casimir Kettler (1650-1698) ∞ Sophia Amalia van Nassau-Siegen (1650-1688)        | Frederik Casimir Kettler (1650-1698) ∞ Sophia Amalia van Nassau-Siegen (1650-1688)                    | Frederik Casimir Kettler (1650-1698) ∞ Sophia Amalia van Nassau-Siegen (1650-1688)                    |
| Ouders                                            | Ernst Ferdinand van Brunswijk-Bevern (1682-1746) ∞ Eleonora Charlotte Kettler (1686-1748)            | Ernst Ferdinand van Brunswijk-Bevern (1682-1746) ∞ Eleonora Charlotte Kettler (1686-1748)            | Ernst Ferdinand van Brunswijk-Bevern (1682-1746) ∞ Eleonora Charlotte Kettler (1686-1748)         | Ernst Ferdinand van Brunswijk-Bevern (1682-1746) ∞ Eleonora Charlotte Kettler (1686-1748)         | Ernst Ferdinand van Brunswijk-Bevern (1682-1746) ∞ Eleonora Charlotte Kettler (1686-1748) | Ernst Ferdinand van Brunswijk-Bevern (1682-1746) ∞ Eleonora Charlotte Kettler (1686-1748) | Ernst Ferdinand van Brunswijk-Bevern (1682-1746) ∞ Eleonora Charlotte Kettler (1686-1748)             | Ernst Ferdinand van Brunswijk-Bevern (1682-1746) ∞ Eleonora Charlotte Kettler (1686-1748)             |
| August Willem van Brunswijk-Bevern (1715-1781)    | | |                                                                                                   |                                                                                                   |                                                                                           |                                                                                           | | |